# Кызыл-Юлдуз (Чекмагушевский район)
Кызыл-Юлдуз (баш. Ҡыҙыл Йондоҙ) — деревня в Чекмагушевском районе Республики Башкортостан Российской Федерации. Входит в состав Урнякского сельсовета. 

## География

### Географическое положение
Расстояние до:
- районного центра (Чекмагуш): 24 км,
- ближайшей ж/д станции (Буздяк): 91 км.

## Население
| 2002 | 2009 | 2010 |
| ---- | ---- | ---- |
| 7    | ↘2   | →2   |